# Opposizione ai diritti LGBT
Nel corso del tempo vi sono state, e continuano ancor oggi ad essercene, molte opposizioni ai diritti LGBT, provenienti da vari gruppi della società civile, sia politici che religiosi. Le organizzazioni più influenti che si oppongono alla concessione di diritti egualitari per lesbiche, gay, bisessuali e transessuali (LGBT), contestano in particolar modo la promulgazione di leggi favorevoli riguardanti il matrimonio tra persone dello stesso sesso e la possibilità di adozione da parte di coppie dello stesso sesso, ma anche tutti quei provvedimenti legislativi volti a limitare all'interno del tessuto sociale la discriminazione anti-LGBT (cfr. Omofobia) e le disposizioni anti discriminatorie relative in materia di occupazione, di alloggio e di bullismo omofobico nelle istituzioni scolastiche.
La vasta rete di opposizione può comprendere anche l'omogenitorialità, le unioni civili, e l'accesso alle tecniche di riproduzione assistita. Questi gruppi anti-LGBT fanno spesso parte dell'ortodossia religiosa od appartengono alla galassia del conservatorismo sociale. Tale opposizione può essere motivata da convinzioni di natura prettamente morale, dalla propria fede religiosa ma anche dall'omofobia e/o da ideologia politica estremista, soprattutto di destra o estrema destra ma anche di estrema sinistra (come nell'URSS); in alcuni casi ciò può anche condurre alla vera e propria violenza contro le persone LGBT e a crimini d'odio. Ciononostante, i gruppi in questione continuano ad accusare insistentemente di "imposizione del pensiero unico" chi sostiene i diritti LGBT.

## Storia

### Germania
Il primo movimento omosessuale organizzato vero e proprio sorse alla fine del XIX secolo, in quello che era allora l'Impero tedesco.
Dal 1920 ai primi anni trenta nacquero e si svilupparono varie comunità omosessuali in città come Berlino; il sessuologo Magnus Hirschfeld è stato uno dei portavoce più notevoli per i diritti LGBT in questo periodo

Quando il Partito Nazionalsocialista Tedesco dei Lavoratori andò al potere nel 1933, uno dei suoi primi atti fu quello di bruciare l'Institut für Sexualwissenschaft, ove molti suoi esponenti di spicco erano stati studiati per i loro "problemi di natura sessuale". In un primissimo momento abbastanza tollerante nei confronti dell'aperta omosessualità del capo delle SA Ernst Röhm e dei suoi più stretti collaboratori (tra cui Paul Röhrbein, Edmund Heines, Karl Ernst, Hans Walter Schmidt e Hans Erwin von Spreti-Weilbach), durante quella che fu poi chiamata la notte dei lunghi coltelli tutti gli omosessuali del partito vennero fatti eliminare.
Da quel momento in poi il Paragrafo 175 comincio nuovamente ad essere rigorosamente applicato con omicidi e deportazioni; nel 1936 viene istituito il Reichszentrale zur Bekämpfung der Homosexualität und der Abtreibung (Ufficio centrale del Reich per la lotta all'omosessualità e all'aborto), gli omosessuali finirono quindi internati a partire dal 1938 nei campi di concentramento assieme a tutti gli altri nemici della purissima razza ariana, con un triangolo rosa affisso sul petto. Alcuni testimoni e vittime della persecuzione anti-omosessuale sono stati Kurt von Ruffin, Henny Schermann, Pierre Seel, Paul Gerhard Vogel, Karl Lange, Heinz Heger, Friedrich-Paul von Groszheim, Karl Gorath, Heinz Dörmer e Albrecht Becker.

Sotto il dominio nazista in Germania, lo smantellamento dei diritti individuali per le persone LGBT è stato affrontato ed eseguito in due modi. Rafforzando e facendo ri-applicare le leggi esistenti che erano cadute in disuso, l'omosessualità maschile è stata effettivamente ri-criminalizzata; trattata come un disturbo medico, ma a livello sociale piuttosto che individuale e con l'intento di ridurne l'incidenza. Il trattamento era costituito da un programma di eugenetica negativa, che iniziava con la sterilizzazione, quindi con un sistema di lavoro forzato fino alla morte nei campi di concentramento, ed infine poteva anche includere l'eutanasia nelle sperimentazioni effettuate in maniera raffinata dagli scienziati medici tedeschi.

L'obiettivo cardine e la forza motrice che spingeva a ciò era l'eliminazione della degenerazione percepita nei confronti di tali individui a vari livelli, sia genetici, ma anche sociali, di identità e pratica di stile di vita, e l'eliminazione di tale materiale genetico "infetto" dalla società. Lo psichiatra statunitense Robert Jay Lifton ha scritto a questo proposito nel suo libro intitolato I medici nazisti:

### URSS

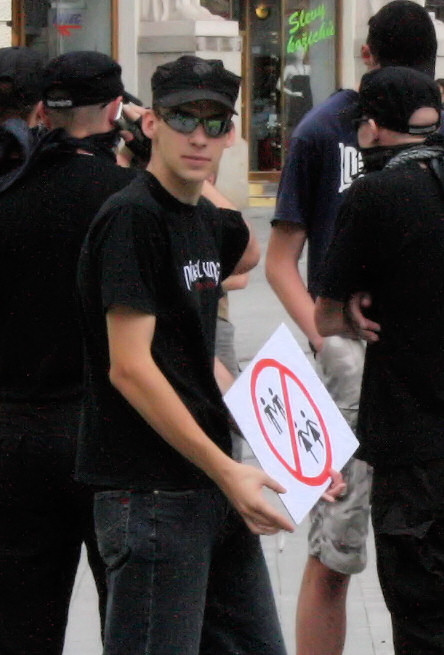
Manifestanti mascherati contro il matrimonio tra persone dello stesso sesso a Brno nel 2008.

### Post 1945
Subito dopo la fine della seconda guerra mondiale, gli Stati Uniti d'America sono diventati una delle nazioni più intolleranti nei confronti dell'omosessualità, ma molti gay e lesbiche hanno deciso comunque di rivelare la loro identità sessuale dopo l'incontro con altri uomini e donne omosessuali avvenuti in campo militare. Molti gay bar e gay village sono stati un po' alla volta creati, e un'intera subcultura gay si è presto affermata.
A partire soprattutto dagli anni sessanta del XX secolo le campagne a favore dei diritti degli omosessuali hanno cominciato a svolgersi inizialmente nel Regno Unito, in America del Nord, Australia e Nuova Zelanda. Verso la fine degli anni sessanta l'omosessualità cominciò ad essere depenalizzata e de-medicalizzata nel contesto della rivoluzione sessuale e dei movimenti inerenti all'antipsichiatria.
L'opposizione organizzata ai diritti LGBT nel mondo ha avuto inizio nel 1970, in primo luogo tra i gruppi cristiani, a seguito degli atteggiamenti via via più liberali nelle leggi in materia di omosessualità che iniziarono ad entrare in vigore in molti paesi di lingua inglese e nella maggior parte dei paesi dell'Europa occidentale.

## Opinione pubblica
L'atteggiamento della società nei confronti dell'omosessualità varia molto nelle differenti culture e nei diversi periodi storici, così come gli atteggiamenti verso il desiderio sessuale in generale. Tutte le culture hanno i loro propri valori per quanto riguarda quello che dev'essere la norma sessuale (e quello che viene giudicato come appropriato o al contrario inappropriato): alcune lasciano ad esempio piena libertà all'espressione della propria identità di genere ed orientamento sessuale, altre invece disapprovano fermamente ogni possibile forma di coming out.

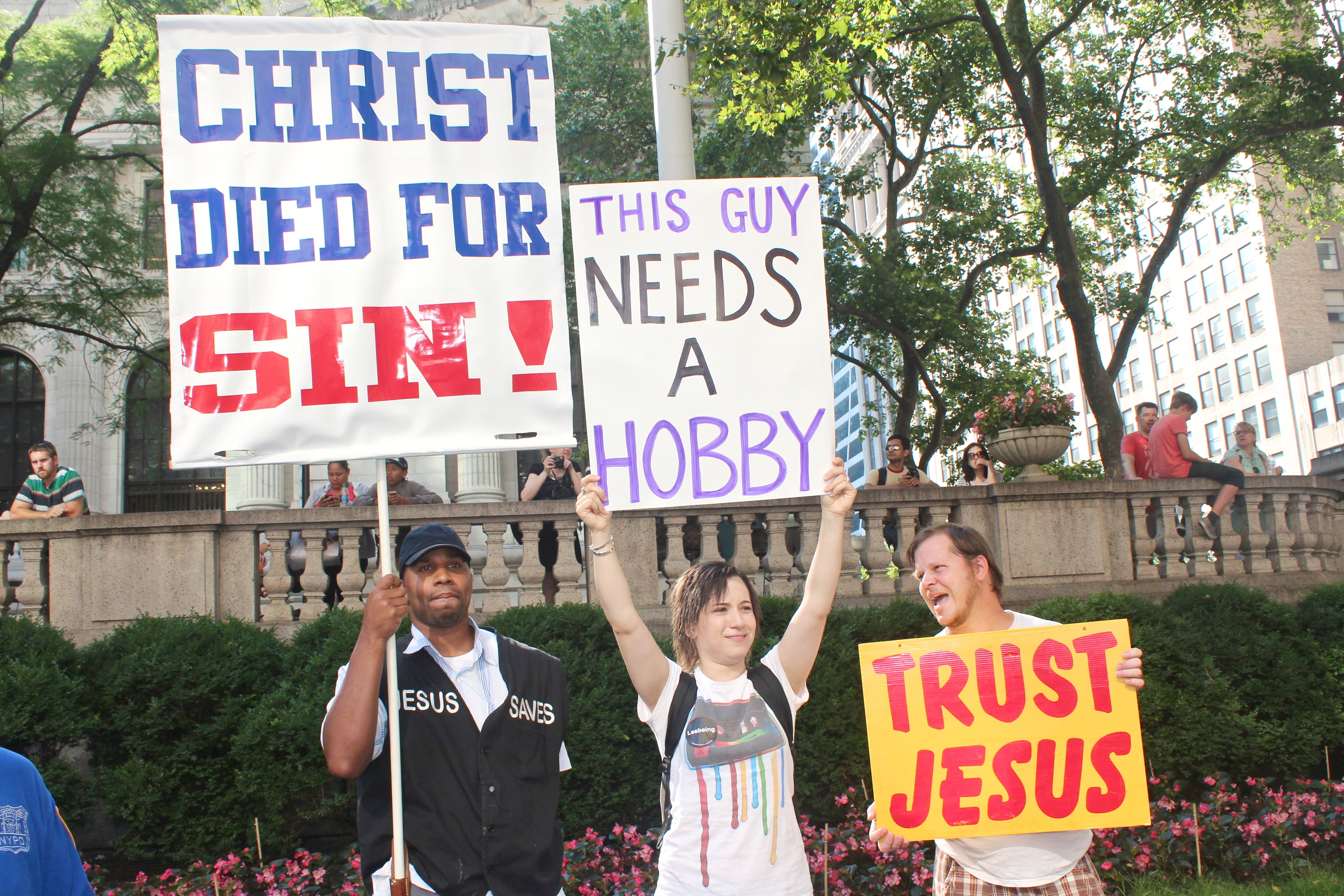
Cristo è morto per il peccato!; Questo ragazzo ha bisogno di un hobby e fidati di Gesù a New York nel 2013.

## Motivi religiosi dell'opposizione
Molte forme religiose, soprattutto, ma non solo, tra le religioni abramitiche, non ammettono la sessualità omosessuale. Il cristianesimo evangelico, il cattolicesimo, il mormonismo, l'ebraismo ortodosso e l'Islam sono del parere che qualsiasi atto omosessuale costituisca un peccato e che la sua prassi e l'accettazione nella società indebolisca gli standard morali e mini pertanto l'integrità costitutiva dell'istituzione familiare.

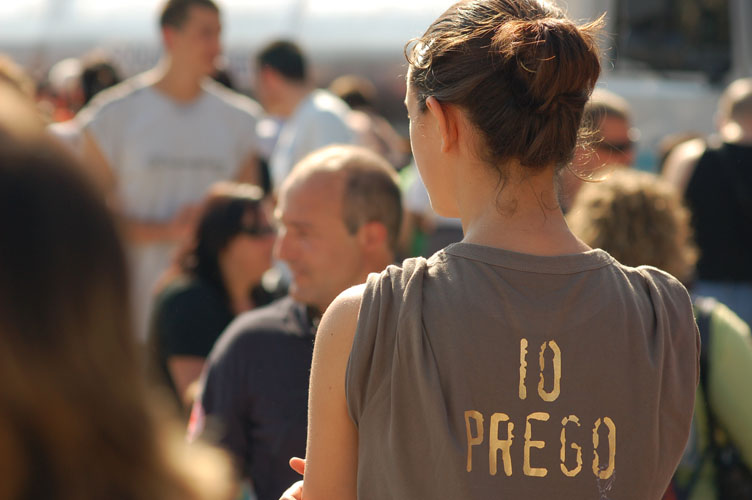
Family Day a Roma nel 2007: Io prego.

### Punti di vista cristiani
Passaggi dell'Antico Testamento proibiscono che l'uomo giaccia con un altro uomo così come fa con una donna e la storia riguardante la distruzione delle città peccatrici di Sodoma e Gomorra è stata storicamente interpretata come una condanna del cosiddetto crimine di sodomia. Anche diversi passaggi delle lettere di Paolo di Tarso sono stati citati a sostegno della sua ferrea opposizione nei confronti dell'omosessualità sia maschile che femminile.
A tutt'oggi, soprattutto negli ultimi anni, alcuni interpreti sostengono che la comprensione di questi passaggi sia da intendersi comunque nell'alveo di un'interpretazione meno avversa di quanto sia stata finora intesa.

### Punti di vista islamici
La sodomia viene considerata un atto criminale nella maggior parte dei paesi appartenenti al mondo islamico, secondo la legge della Sharia, e porta ufficialmente alla pena di morte in Arabia Saudita, Emirati Arabi Uniti, Iran, Mauritania, Nigeria, Sudan e Yemen. La condanna capitale è stata messa in pratica anche in Afghanistan durante il dominio religioso-politico dei Talebani.

In Egitto gli uomini apertamente gay sono stati perseguiti secondo le leggi generali di moralità pubblica (vedi anche l'evento denominato Cairo 52). D'altro canto, invece, l'omosessuale è legale in Turchia fin dal lontano 1858.
In Oman i Khanith o Xanith sono uomini effeminati che riescono a mantenere un loro ruolo all'interno della società civile, il che permette loro di avere rapporti sessuali con gli uomini a condizione che agiscano esclusivamente nel "ruolo femminile" (vedi attivo e passivo nel sesso); a causa di ciò essi non sono considerati maschi a tutti gli effetti, ma sono invero spesso considerati un "ruolo di genere alternativo" e a volte considerati come transgender o travestiti, anche se sono ancora definibili con nomi maschili e ricevono tutte le cure legale che un maschio dell'Oman può ottenere. A causa di questa confusione nella terminologia, molte persone si riferiscono ai Khanith come "solo Khanith", quindi non come omosessuali a tutti gli effetti.

In Arabia Saudita, come detto, la pena massima per l'omosessualità è la pubblica esecuzione, ma il governo può utilizzare anche altre punizioni tra cui multe, la carcerazione e la pubblica flagellazione; queste come misure alternative, a meno che non vi sia la percezione che le persone LGBT stiano sfidando apertamente l'autorità dello Stato, impegnandosi ad esempio in movimenti sociali LGBT.

L'Iran è forse la nazione che perseguita il maggior numero di omosessuali all'interno del proprio territorio e che esegue il maggior numero di condanne di propri cittadini per omosessualità. A partire dal 1979, con la rivoluzione iraniana, il governo ha eseguito più di 4.000 condanne rivolte nei confronti di persone accusate di atti omosessuali.
La maggior parte delle organizzazioni per i diritti umani internazionali come Human Rights Watch (HRV) e Amnesty International condannano fermamente la stipulazione di leggi che i rapporti omosessuali tra adulti consenzienti un crimine. Le nazioni musulmane insistono sul fatto che tali leggi sono necessarie per preservare la moralità islamica e la virtù. Tra le nazioni con una maggioranza di abitanti musulmani, solo il Libano ha un'organizzazione che sta cercando di ottenere la legalizzazione dell'omosessualità.

### Punti di vista orientali
Tra le religioni indiane che hanno avuto origine nel territorio dell'antica India - l'induismo, il buddismo, il giainismo e il sikhismo - gli insegnamenti riguardanti l'omosessualità sono meno rigorosamente chiari che non tra le tradizioni confessionali del monoteismo.
A differenza delle religioni occidentali, in oriente l'omosessualità è raramente discussa come questione teologica di primaria rilevanza. Tuttavia, alcune autorità religiose contemporanee nelle diverse tradizioni dharmiche hanno espresso un punto di vista eminentemente negativo nei confronti degli atti omosessuali; mentre in altre regioni del continente asiatico (vedi ad esempio Diritti LGBT in Cina) quando se ne discute, sono scoraggiati o attivamente vietati.

Il monaco buddhista del IV secolo Vasubandhu include tra le pratiche sessuali che sono state vietate a causa della loro associazione con gli stranieri, mentre l'attuale Dalai Lama ha espresso l'opinione che le relazioni uomo-donna sono "destinate" per natura, ma senza condannare le relazioni omosessuali.
L'omosessualità è considerata contro il codice di condotta Sikh, perché non è menzionato nelle scritture e perché i fedeli sono incoraggiati a sposarsi, anche se la questione non è considerata molto importante.

Non vi è alcuna menzione dell'omosessualità nelle scritture indù e talvolta risulta anche essere un argomento tabù, ma in quanto l'Induismo considera un dovere religioso quello di sposarsi e avere figli, le relazioni eterosessuali sono considerati la norma.

## Salute e medicina
L'omosessualità, al pari degli altri orientamenti sessuali, è oggi considerata dalla medicina una delle possibili varianti della natura umana.
Le istituzioni psichiatriche non considerano più l'omosessualità come una malattia dal 1974, anno in cui è stata rimossa dal Manuale diagnostico e statistico dei disturbi mentali (DSM). Tuttavia ancora oggi sopravvivono limitate organizzazioni, perlopiù di stampo politico o religioso, che sostengono sia possibile modificare l'orientamento sessuale tramite la terapia di conversione. Questi trattamenti sono però stati condannati dalle maggiori organizzazioni per la salute mentale in quanto ritenuti dannosi per la salute umana.
Le organizzazioni psichiatriche ritengono che l'ostracismo sociale e le discriminazioni legali nei confronti dell'omosessualità possano determinare una più alta prevalenza di disordini mentali tra lesbiche, gay e bisessuali rispetto ai loro pari eterosessuali.

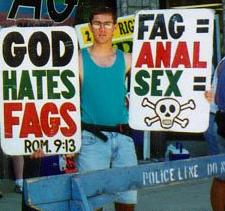
Dio odia i froci e Frocio = sesso anale = pericolo di morte, della Westboro Baptist Church.

#### Boy scout

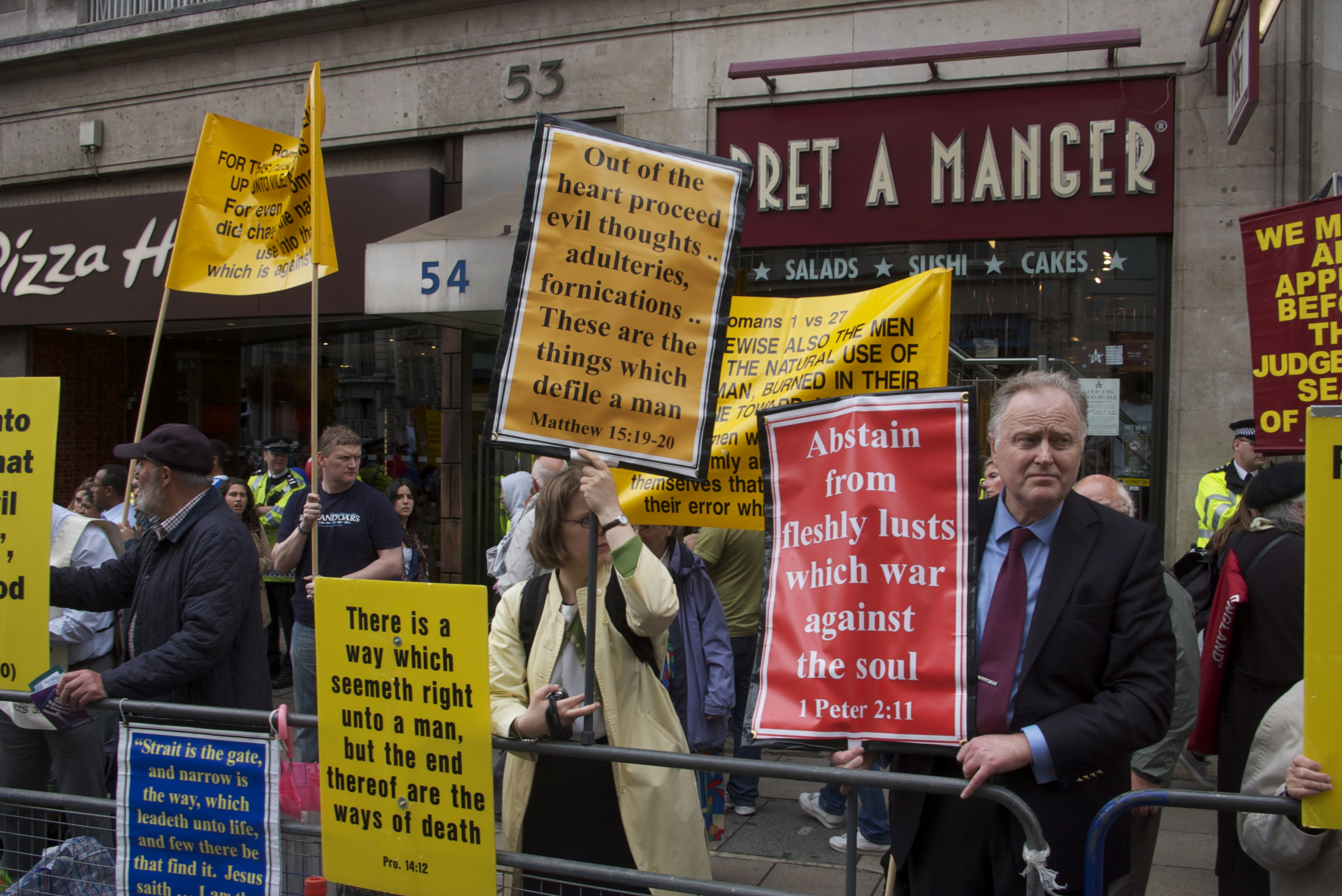
Proteste anti-LGBT ad opera di fondamentalisti religiosi al World Pride londinese del 2012.

## Opposizioni ai diritti LGBT per paese

### Russia
L'opposizione al movimento LGBT è molto diffusa in Russia, anche all'interno del Cremlino.
Vladimir Putin ha fatto promulgare una serie di leggi nel 2012 che hanno criminalizzato l'"educazione sulle questioni LGBT", definendola "propaganda gay"; essa ha inoltre vietato ai minori di spiegare che l'omosessualità è un orientamento sessuale normale e del tutto naturale.
Ciò è stato contrastato da alcune nazioni occidentali con molti esponenti dell'opinione pubblica sia negli Stati Uniti d'America che in Europa occidentale che hanno richiesto il boicottaggio dei XXII Giochi olimpici invernali del 2014 svoltisi a Soči. Nonostante tutto questo tuttavia il presidente della Federazione Russa ha assicurato che tutti gli atleti sarebbero stati rispettati, indipendentemente dalla loro sessualità e, nel caso concreto, alla fine non si è stata reputata necessaria alcuna forma di boicottaggio.
La legge approvata è stata descritta come la presa di coscienza che la comunità gay russa "sia divenuta un gruppo marginale sottoposta a stigmatizzazione alla pari dei veri e propri nemici dello Stato", oltre che come una delle principali cause di un'ondata di violenza contro le persone LGBT da parte di diverse organizzazioni affiliate al neonazismo (come "Occupy Paedophilia"), che si rivolgono a gay adolescenti online e li incontrano, pubblicando infine su YouTube i loro atti di aggressione contro i quali hanno sono giunti persino a provocare la morte di molti ragazzi.
Il tutto solo in casi assai rari viene preso in seria considerazione dalle autorità, definendole "movimenti civili che combattono i peccati della società".

### India
Il 6 ottobre 1860, durante il dominio coloniale britannico, la sodomia è stata legalmente proibita in India secondo la sezione 377 del Codice penale indiano. Ciò è stato considerato incostituzionale nel 2009 dalla Alta Corte di Delhi, ma ribadito l'11 dicembre 2013 da una sentenza della Corte Suprema.